# Anticlea hintoniorum
Anticlea hintoniorum är en nysrotsväxtart som först beskrevs av Billie Lee Turner, och fick sitt nu gällande namn av Wendy Beth Zomlefer och Walter Stephen Judd. Anticlea hintoniorum ingår i släktet Anticlea och familjen nysrotsväxter. Inga underarter finns listade.